# De Oude Held
De Oude Held is een voormalig waterschap in de provincie Groningen. Het waterschap stond ook bekend als de Noorderpolder.
Het waterschap was gelegen ten noorden van het Hoendiep, tussen het Reitdiep aan de oostzijde en het Aduarderdiep aan de westzijde. De noordgrens lag 1 à 2 percelen ten noorden van de Leegeweg. Het stoomgemaal stond aan het Aduarderdiep. De belangrijkste watergang was het Kliefdiep. Later is er een gemaal verplaatst aan de oostkant van Hoogkerk, waar het zich nog steeds bevindt, al bemaalt het een groter gebied.
Waterstaatkundig gezien ligt het gebied sinds 1995 binnen dat van het waterschap Noorderzijlvest.

## De Held
Het waterschap is samen met de polder De Jonge Held de naamgever van de wijk De Held.